# Благодійна Україна — 2016
Основна стаття: Національний конкурс «Благодійна Україна»
У Вікіпедії є статті про інші значення цього терміна: Переможці Національного конкурсу «Благодійна Україна»
«Благодійна Україна — 2016», також V національний конкурс «Благодійна Україна»
Початок V національного конкурсу «Благодійна Україна» було оголошено у жовтні 2016 року. Конкурс проводився у 15 основних та 4 спеціальних номінаціях, а також 3 номінаціях під патронатом Міністерства соціальної політики України. У конкурс було введено спеціальну номінацію для відзначення зарубіжних доброчинців — «Благодійник: допомога з-за кордону». Три номінації для відзначення волонтерської роботи — «Волонтер: фізична особа», «Волонтер: організація» та «Корпоративне волонтерство» — запровадило у рамках конкурсу Міністерство соціальної політики України, яке стало його співорганізатором. Спеціальних відзнак Оргкомітету для благодійників, які найбільш ефективно працюють у визначених напрямах, стало на одну більше: до сфер культури, освіти, медицини і соціального захисту додалася допомога захисникам України.
Збір конкурсних заявок тривав до 15 лютого 2017 року. Загалом на конкурс надійшло 744 заявок від благодійників з усіх куточків України.

## Церемонія нагородження
Церемонія нагородження переможців конкурсу пройшла в колонній залі КМДА 29 березня 2017 року. Її провели Заслужена артистка України, журналіст і співачка, член Наглядової ради Національного конкурсу «Благодійна Україна» Анжеліка Рудницька і голова оргкомітету конкурсу, Президент Асоціації благодійників України Олександр Максимчук.
Церемонія нагородження розпочалася із привітального слова представників релігійних конфесій України. Зокрема гості почули привітання від Пресвітера В'ячеслава Когута — заступника голови відділу соціального служіння Всеукраїнського союзу церков Християн Віри Євангельської п'ятдесятників, Муфтія Духовного управління мусульман України «Умма» Шейха Ісмагілова Саїда, Шенгайта Анатолія Петровича — виконавчого директора Київської міської єврейської общини, Протоієрея Романа Небожука — виконавчого директора патріаршої курії української греко-католицької церкви, Священика Сергія Дмитрієва — заступника голови сенадального відділу соціального служіння та благодійності Української православної церкви Київського Патріархату. Так, на одній сцені були поєднані п'ять конфесій України, представники яких, по завершенню привітання взялися за руки у знак вітання благодійності та підтримку добрих справ.
Оголосити найкращих і вручити їм нагороди організатори запросили відомих українців. Захід відвідали та взяли участь у нагородженні:
- Перша леді України Марина Порошенко, яка вручила нагороди переможцям у номінації «Всеукраїнська благодійність»;
- Голова Наглядової ради Міжнародного благодійного фонду «Україна 3000» Катерина Ющенко, яка нагороджувала переможців спеціальної номінації «Народний благодійник»;
- Міністр Культури України Євген Нищук нагородив переможців у номінації «Благодійність в культурі та мистецтві»;
- Міністр освіти і науки України Лілія Гриневич нагородила переможців у номінації «Благодійність в освіті та науці»;
- Заступник Міністра соціальної політики України Наталія Федорович вручила нагороди переможцям у номінації «Колективне волонтерство»;
- Поет, директор видавництва «А-БА-БА-ГА-ЛА-МА-ГА» Іван Малкович нагороджував у номінації «Меценат року»;
- Актриса театру та кіно Ірма Вітовська нагородила переможців у номінації «Благодійна акція». Ірма Вітовська була переможцем у цій номінації у минулому році;
- Голова Правління Міжнародного благодійного фонду «Україна 3000» Марина Антонова нагороджувала у номінації «Благодійність у захисті України»;
- Заслужений юрист України, Голова правління Громадського об'єднання «За демократію через право» Марина Ставнійчук нагородила переможців у номінації «Благодійність неурядового сектора»;
- Голова Правління ГО «Громадське радіо» Андрій Куликов вручив нагороди переможцям у номінації «Благодійність у медіа»;
- Народний депутат України — Микола Княжицький нагородив переможців у номінації «Громадянська благодійність»;
- Віце-прем'єр-міністр із питань європейської та євроатлантичної інтеграції України Іванна Климпуш-Цинцадзе вручила нагороди переможцям у номінації «Допомога з-за кордону»;
- Заслужений лікар України, Голова Правління Всеукраїнської громадської організації «Українська ліга сприяння розвитку паліативної та хоспісної допомоги» Василь Князевич нагородив переможців конкурсу у номінації «Благодійність в охороні здоров'я»; — Голова Державної регуляторної служби — Ксенія Ляпіна нагородила переможців у номінації «Благодійність малого бізнесу»; — Віце-президент американсько-української ділової ради Михайло Даценко вручив нагороди переможцям у номінації «Благодійність великого бізнесу»;
- Креативний продюсер телеканалу ZIK Наталія Влащенко нагородила переможців у номінації ""Благодійність в соціальній сфері.

Спеціальними відзнаками — дипломами та маленькими «Ангелами добра» в межах номінації «Благодійність у захисті України» були нагороджені військовий кореспондент України — Володимир Рунець за т особистий внесок у розвиток благодійності і волонтерства в Україні та проект ветеранів АТО «VETERANO PIZZA» за особливий внесок у розвиток соціального підприємництва та благодійності в Україні.
Атмосферу заходу своїми виступами зробили Ансамбль «Зернятка», Народна хорова капела «Дніпро» Київського національного університету ім. Т.Шевченка, Орест Криса, юний переможець регіонального конкурсу «Благодійна Хмельниччина-2016» у номінації «Волонтер року»– Артем Харченко.

## Переможці конкурсу у 2016 році
Переможці отримали найвищу доброчинну нагороду України — «Янгола Добра», а лауреати — пам'ятні дипломи. Нагороди створені дизайн-студією Асоціації «Український бурштиновий світ». 22 номінації, 66 лауреатів та імена 22-х переможців були проголошені зі сцени КМДА на урочистій церемонії 29 березня:
Переможці:
Благодійність великого бізнесуПублічне Акціонерне Товариство «Житомирський маслозавод» — компанія «Рудь» (Житомирська обл.)
Благодійність середнього бізнесуТуристична компанія «Феєрія» (м. Київ)
Благодійність малого бізнесуПриватне сільськогосподарське підприємство «Комишанське» (Сумська обл.)
Корпоративна благодійністьТовариство з обмеженою відповідальністю «Ашан Україна Гіпермаркет» (м. Київ)
Колективне волонтерствоHubVolonteerService (Одеська обл.)
Всеукраїнська благодійністьМіжнародний благодійний фонд «Українська Біржа Благодійності» (м. Київ)
Регіональна благодійністьБлагодійна організація «Я-Волноваха» (Донецька обл.)
Благодійність в охороні здоров'яБлагодійна організація " Благодійний фонд «ФАРМ ВАРТА» (м. Київ)
Благодійність в освіті та науціМіжнародний імені Ярослава Мудрого фонд сприяння розвитку національної української школи (м. Київ)
Благодійність в культурі та мистецтвіГромадська організація "Мистецька сотня «Гайдамаки» (Хмельницька обл.)
Благодійність в соціальній сферіМіжнародний благодійний фонд «Карітас України» (м. Київ)
Благодійність в захисті УкраїниБлагодійна організація "Благодійний фонд «Народна поміч» (Житомирська обл.)
Благодійність неурядового сектораБлагодійна організація «Український фонд благодійництва» (Житомирська обл.)
Молодіжна та дитяча благодійністьЖитомирська міська дитяча організація «Все робимо самі» (Житомирська обл.)
Благодійна акціяБлагодійний фонд «Добрий самарянин» (Одеська обл.)
Громадянська благодійністьКорнійко Роман Іванович (Київська обл.)
Меценат рокуСтаніславський Богдан Миколайович (Івано-Франківська обл.)
Волонтер рокуІсламова Анна Вікторівна (м. Київ)
Благодійність у медіаГазета «Порадниця» (м. Київ)
Інновації в благодійностіБлагодійна організація "Благодійний фонд «Щаслива лапа» (м. Київ)
Допомога з-за кордонуСоюз Українок Америки(Ukrainian National Women's League of America)
Народний благодійникПереможець — Юрій Федечко (м. Львів)
Традиційна спільна прес-конференція Оргкомітету, Конкурсної комісії, Наглядової ради та Медіа-ради, на якій оголошують імена лауреатів конкурсу (по три благодійники в усіх конкурсних номінаціях), відбулася 20 березня 2017 року.

## Організатори
Засновник конкурсу — Асоціація благодійників України, співзасновники — МБФ «Україна 3000», Міністерство соціальної політики України.
Керівні органи
Згідно з Положенням про Національний конкурс «Благодійна Україна», Асоціація благодійників України, як засновник конкурсу, щорічно формує керівні органи конкурсу. Керівними органами є: Організаційний комітет, Наглядова рада, Національна експертна рада, Медіа-рада та Ділова рада Національного конкурсу «Благодійна Україна — 2016».
1. Організаційний комітет є постійно діючим робочим органом конкурсу, який забезпечує його проведення, пов'язаних з ним заходів та діяльність керівних органів конкурсу. До складу організаційного комітету конкурсу увійшли:
  - Максимчук Олександр — президент Асоціації благодійників України. Голова організаційного комітету;
  - Антонова Марина — голова Правління Міжнародного благодійного фонду «Україна 3000»;
  - Олійник Олександр — віце-президент Асоціації благодійників України;
  - Демчак Володимир — президент «Української торгово-промислова конфедерації»;
  - Мудрак Лариса — віце-президент Асоціації благодійників України, журналіст, медіа-експерт і волонтер
2. Наглядова рада — презентує конкурс, приймає стратегічні рішення з проведення конкурсу, здійснює консультування та нагляд за роботою Організаційного комітету і Національної експертної ради. До складу Наглядової ради конкурсу увійшли:
  - Рудницька Анжеліка- співачка, мисткиня, журналіст, волонтер, громадський діяч. Голова Наглядової ради;
  - Фоменко Сергій — співак, лідер музичного гурту «Мандри»;
  - Малкович Іван — поет, директор видавництва «А-БА-БА-ГА-ЛА-МА-ГА»;
  - Одольська Марина — співачка, волонтер;
  - Жадан Сергій –письменник, громадський активіст;
  - Тополя Тарас — співак, фронтмен гурту «Антитіла».
3. Національна експертна рада — визначає переможців та лауреатів на загальнодержавному та регіональному рівнях конкурсу. До складу Національної експертної ради цьогоріч увійшли:
  - Криса Марина — президент Благодійного фонду «Приятелі дітей». Голова Національної експертної ради;
  - Олійник Олександр- віце-президент Асоціації благодійників України. Секретар Національної експертної ради;
  - Ющенко Катерина — голова Наглядової ради Міжнародного благодійного фонду «Україна 3000»;
  - Сулима Оксана — начальник Управління у справах людей похилого віку та надання соціальних послуг Мінсоцполітики;
  - Мудрак Лариса — віце-президент Асоціації благодійників України, журналіст, медіа-експерт і волонтер;
  - Демчак Володимир — президент «Української торгово-промислова конфедерації».
4. Медіа-рада — сприяє популяризації теми благодійності в Україні в засобах масової інформації. Медіа-рада є експертною групою з оцінювання номінації «Благодійність у медіа». Склад медіа-ради конкурсу:
  - Мудрак Лариса- віце-президент Асоціації благодійників України, журналіст, медіа-експерт і волонтер. Голова медіа-ради;
  - Наливайко Олег –журналіст, Голова Державного комітету телебачення та радіомовлення України;
  - Ляховецька Тетяна — телевізійний продюсер, волонтер;
  - Кузнєцова Інна — головний редактор Київського бюро Української служби «Радіо Свобода».
5. Ділова рада — популяризує конкурс та благодійність у діловому середовищі. Також Ділова рада є експертною групою з оцінювання таких номінацій: «Благодійність великого бізнесу»; «Благодійність середнього бізнесу»; «Благодійність у малого бізнесу»; «Корпоративна благодійність»; «Меценат року». Склад Ділової ради конкурсу:
  - Демчак Володимир — президент «Української торгово-промислова конфедерації» . Голова Ділової ради;
  - Кузнєцова Анжела — перший проректор ДВНЗ «Університет банківської справи»;
  - Іонов Андрій — директор громадської організації «Вектор»;
  - Войналович Олексій — директор Видавничого дому «Новий Час»;
  - Іхтіяров Володимир — президент асоціації «Світло-Техніка України».